# 타이인
타이인(태국어: ไทยสยาม, 영어: Thai people, Siamese), 중부 태국인(태국어: คนภาคกลาง)은 태국어를 사용하는 태국의 주요 민족을 말하거나, 태국의 국민(국적을 보유한 시민권자)을 말하는 용어로 사용된다. 보통은 전자의 표현이 더 많이 사용된다. 타이어족은 따이까다이어족의 일부로 분류되어 있으며, 이 어족 중에서 가장 인구가 많다. 주로 상좌부 불교를 신봉한다.

## 지리와 민족
타이인은 태국, 중국, 일본, 말레이시아, 베트남, 라오스, 대만, 싱가포르, 오스트레일리아 등에 거주한다.

## 같이 보기
- 태국

1. ↑  It is generally used to differentiate between Thai Chinese when they each call themselves Thais.